# Maison au 20, Grand-Rue à Ammerschwihr
La maison au 20, Grand-Rue est un monument historique situé à Ammerschwihr, dans le département français du Haut-Rhin.

## Situation et accès
Ce bâtiment est situé au 20, Grand-Rue à Ammerschwihr.

## Historique
L'édifice fait l'objet d'une inscription au titre des monuments historiques depuis 1931.